# Veit Arnpeck

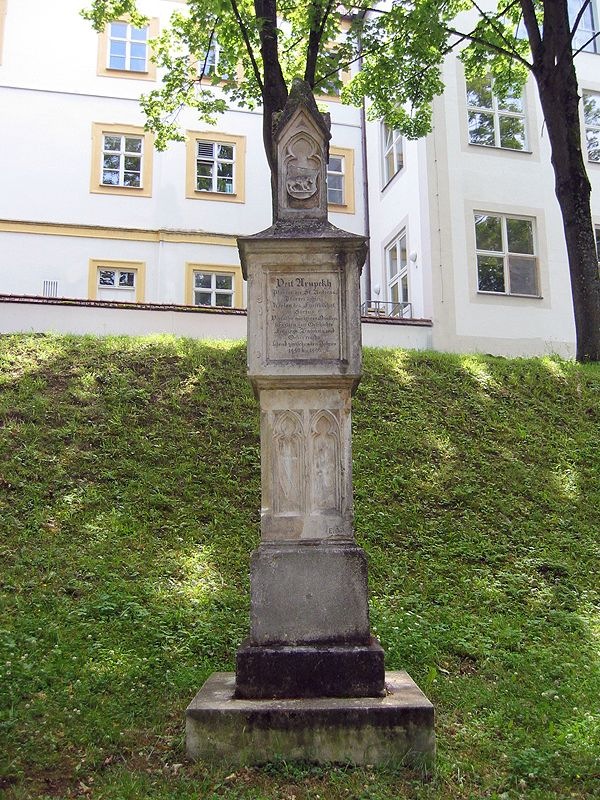
Denkmal für Freisinger Gelehrte (darunter Veit Arnpeck)

Veit Arnpeck (* um 1440 in Freising; † Anfang 1496 in Landshut) war ein bayerischer Geschichtsschreiber. Er gilt als bedeutendster bayerischer Chronist vor Johannes Aventinus.
Arnpeck wurde um 1440 als Sohn des Freisinger Schusters Christoph Arnpeck geboren. Er ging in Amberg zur Schule und studierte 1454 bis 1457 an der Universität Wien. Danach war er 1465 als Kaplan in Amberg (St. Georg) tätig und wechselte als Priester nach Landshut (St. Martin; später St. Jobst) und Freising (St. Andreas). 
Arnpeck verfasste vier bekannte Werke: ein Chronicon Austriacum (Österreichische Chronik), das bis zum Jahre 1495 reicht sowie einen Liber de gestis episcoporum Frisingensium (Buch über die Taten der Freisinger Bischöfe), ebenfalls bis 1495 reichend.
An seinem Hauptwerk, der Chronica Baioariorum (Chronik von Bayern) in lateinischer Sprache arbeitete er von 1491 bis 1495. Sie gilt als wichtigstes Werk der bayerische Landesgeschichte des Mittelalters. Diese übersetzte er auch ins Deutsche und widmete sie seinem Förderer und Bischof Sixtus von Tannberg.
Arnpeck starb 1496 in Landshut, mit ziemlicher Sicherheit war die Todesursache die Pest.

## Ausgaben
- Georg Leidinger (Hrsg.): Veit Arnpeck. Sämtliche Chroniken. Scientia-Verlag, Aalen 1969 (Neudruck der Ausgabe München 1915; online).